# دوموس (مجله)
دوموس (به ایتالیایی: Domus) یک مجلۀ معماری و طراحی است که در سال ۱۹۲۸ میلادی توسط معمار جو پونتی و پدر بارنابیت، جووانی سمریا تأسیس شد. این مجله که توسط انتشارات دوموس منتشر می‌شود، ۱۱ بار در سال به صورت ماهنامه منتشر می‌شود و دفتر مرکزی آن در روتسانو، میلان است.

## تاریخچه

### بنیان – جنگ جهانی دوم
اولین شمارۀ دوموس با عنوان فرعی «معماری و دکوراسیون خانۀ مدرن در شهر و کشور» در ۱۵ ژانویه ۱۹۲۸ میلادی منتشر شد.[۲][۳] مأموریت آن تجدید معماری، فضای داخلی و هنرهای تزئینی ایتالیایی بدون نادیده گرفتن موضوعات مورد علاقۀ زنان، مانند هنر خانه‌داری، باغبانی و آشپزی بود. جو پونتی در سرمقاله‌های خود اهداف مجله را مشخص کرد و بر اهمیت زیبایی‌شناسی و سبک در زمینۀ تولید صنعتی تأکید کرد.
جانی ماتسوکی، ناشر ۲۳ ساله‌ای که از منطقۀ مارکه به میلان نقل مکان کرده بود، دوموس را در ۱۱ ژوئیه ۱۹۲۹ میلادی خریداری کرد و انتشارات دوموس را تأسیس کرد که امروزه مجلات متعددی را منتشر می‌کند (چهارچرخ، مریدیانی، توتوتراسپورتی، قاشق نقره‌ای، و غیره).[۴][۵]
جو پونتی بعد از دوازده سال سردبیری مجله را ترک کرد. از ژوئیه ۱۹۴۱ میلادی، دوموس تحت مدیریت ماسیمو بونتمپلی، جوزپه پاگانو و ملکیوره بگا قرار گرفت. در اکتبر ۱۹۴۲ میلادی، گوگلیلمو اولریک نقش جوزپه پاگانو را برعهده گرفت (که به دلیل مشارکت در سیاست ضد فاشیستی، در ۲۲ آوریل ۱۹۴۵ میلادی در اردوگاه کار اجباری ماوتهاوزن درگذشت). ملکیوره بگا در اکتبر ۱۹۴۳ میلادی سردبیر شد. سال‌های جنگ مستلزم تغییرات مستمر در مسیر مجله بود و عملیات چاپ آن مجبور به نقل مکان به برگامو شد. دوموس در تمام سال ۱۹۴۴ میلادی به صورت ماهانه منتشر شد، اما در سال ۱۹۴۵ میلادی به حالت تعلیق درآمد.

### دورۀ پس از جنگ
انتشار در ژانویه ۱۹۴۶ میلادی با شمارۀ ۲۰۵ از سر گرفته شد. دوموس اکنون توسط ارنستو ناتان راجرز (از شرکت بی‌بی‌پی‌آر) با ظاهری جدید اداره می‌شد، اما خطی از تداوم فرهنگی با دورۀ پونتی به عنوان ویراستار را تأیید می‌کرد. این سال‌های نوآوری بود که مجله گرایش‌های فرهنگی جدید را پذیرفت و به دنبال همکاری روشنفکرانی مانند الیو ویتورینی و آلبرتو موراویا بود. در همان سال، انتشارات دوموس، کازابلا را خرید و مدیریت آن را ابتدا به فرانکو آلبینی و جیانکارلو پالانتی و سپس به ارنستو ناتان راجرز (از دسامبر ۱۹۵۳ میلادی) سپرد. کازابلا در سال ۱۹۶۴ میلادی فروخته شد.
در سال ۱۹۴۸ میلادی، جو پونتی به عنوان سردبیر دوموس که دو ماهنامه شده بود، بازگشت. در سال ۱۹۵۱ میلادی، نشریه به صورت ماهنامه از سر گرفته شد. دهۀ ۱۹۵۰ و ۱۹۶۰ میلادی با سرزندگی زیادی در معماری، هنر و طراحی مشخص شد. دوموس هر چیزی را که در صحنه جدید بود و نویسندگان آن را ترویج کرد و به یک مرجع کلیدی برای بحث بین‌المللی در میان گرایش‌های هنری مختلف تبدیل شد. در سال ۱۹۶۸ میلادی، مجله با شمارۀ ۴۵۹ چهلمین سالگرد خود را جشن گرفت و در جولای ۱۹۷۱ میلادی، مجله پانصدمین شمارۀ خود را منتشر کرد.
در جولای ۱۹۷۶ میلادی، چزاره کاساتی به‌عنوان سردبیر به جو پونتی ملحق شد. این دوره با ویژگی‌هایی مانند دفتر خاطرات سفر اتوره سوتساس، «خاطرات خامۀ فرم گرفته» و «نامه‌های» پیر رستانی به دنیای هنر توصیف شد. این مجله با ترجمۀ خود به انگلیسی و فرانسوی تا زمانی که قالب دو زبانه فعلی (ایتالیایی/انگلیسی) خود را تعریف کرد، بین‌المللی شد. در دسامبر ۱۹۷۸ میلادی، دوموس پنجاهمین سالگرد خود را با نمایشگاهی در پالاتسو دله استلینه در میلان جشن گرفت.